# اضطراب الشخصية التمثيلي
تعرف الجمعية الأمريكية للأطباء النفسيين اضطراب الشخصية التمثيلي (إتش بّي دي) (بالإنجليزية: Histrionic personality disorder)‏ على أنه اضطراب شخصية يتميز بنمط من السلوكيات المبالغ فيها الساعية إلى الاهتمام، والتي تبدأ عادةً في مرحلة الطفولة المبكرة، وتشمل الإغواء غير اللائق والرغبة المفرطة في القبول. يذكر أن الأشخاص المشخصين بالاضطراب مفعمون بالنشاط، والدراما، والحيوية والحماسة ومنفتحون ومغازلون.
يصنف اضطراب الشخصية التمثيلي ضمن فئة اضطرابات الشخصية الدراماتيكية. يكون لدى الأشخاص المصابون باضطراب الشخصية التمثيلي رغبة كبيرة في جذب الانتباه، ويظهرون بصوت عالٍ وغير مناسب، ويبالغون في سلوكياتهم وعواطفهم ويتوقون إلى التحفيز. وقد يظهرون سلوكًا مثيرًا جنسيًا، ويعبرون عن المشاعر القوية بأسلوب انطباعي، ويمكن أن يتأثروا بسهولة بالآخرين. تشمل الميزات المرتبطة الأنانية، والانغماس في الذات، والتوق المستمر إلى التقدير، والسلوك المتلاعب المستمر لتحقيق رغباتهم الخاصة.

## العلامات والأعراض
يكون الأشخاص المصابون باضطراب الشخصية التمثيلي عادةً ناجحون، اجتماعيًا ومهنيًا. ويتمتعون عادةً بمهارات اجتماعية جيدة، رغم ميلهم لاستخدامها للتلاعب بالآخرين ليجعلون أنفسهم مركز الاهتمام. قد يؤثر اضطراب الشخصية التمثيلي أيضًا على العلاقات الاجتماعية والرومانسية للشخص، بالإضافة إلى قدرته على التعامل مع الخسائر أو الإخفاقات. قد يبحثون عن علاج للاكتئاب السريري عندما تنتهي العلاقات الرومانسية (أو العلاقات الشخصية الوثيقة).
يفشل المصابون باضطراب الشخصية التمثيلي غالبًا في رؤية وضعهم الشخصي واقعيًا، وبدلًا من ذلك يهوّلون الصعوبات التي يواجهونها ويضخمونها. قد يخضعون لتغييرات وظيفية متكررة، لأنهم يملون بسهولة وقد يفضلون الانسحاب على الإحباط (بدلًا من مواجهته). ويمكن أن يضعوا أنفسهم في مواقف خطرة، بسبب رغبتهم في التجديد والإثارة. قد تؤدي كل هذه العوامل إلى زيادة خطر الإصابة بالاكتئاب السريري.
قد تشمل الخصائص الإضافية:
- سلوك استعراضي
- السعي الدائم لاطمئنان أو القبول
- الحساسية المفرطة للنقد أو الرفض
- الفخر بالشخصية وعدم الرغبة في التغيير، والنظر إلى أي تغيير على أنه تهديد
- المظهر المغري بشكل غير لائق أو السلوك ذو الطبيعة الجنسية
- استخدام الأعراض الجسدية المفتعلة (للمرض الجسدي) أو الاضطرابات النفسية لجذب الانتباه
- الرغبة في جذب الانتباه
- عدم تحمل الإحباط أو تأخر الإشباع
- التحول السريع للحالات العاطفية التي قد تبدو للآخرين سطحية أو مبالغ فيها
- الميل إلى الاعتقاد بأن العلاقات أكثر حميمية مما هي عليه في الواقع
- اتخاذ قرارات متهورة
- إلقاء اللوم في الإخفاقات الشخصية أو خيبات الأمل على الآخرين
- سهولة التأثر بالآخرين، خاصةً الذين يعاملونهم باستحسان
- الإفراط في الدراما والعاطفة [4]
- التأثر باقتراحات الآخرين[5]

يغير بعض الأشخاص الذين يعانون من السمات الهستيرية أو اضطراب الشخصية أسلوبهم في الإغواء إلى أسلوب أكثر أمومية أو أبوية مع تقدمهم في العمر.

## الأسباب
أجريت أبحاث قليلة للعثور على دليل على أسباب اضطراب الشخصية التمثيلي. رغم أن الأسباب المباشرة غير حاسمة، تشير العديد من النظريات والدراسات إلى عدة أسباب محتملة، ذات طبيعة كيميائية عصبية أو وراثية أو نفسية أو بيئية. تملك النساء المصابات باضطراب الشخصية التمثيلي صفات مثل الإسراف والغرور والإغراء الهستيري. لا تتطور أعراض اضطراب الشخصية التمثيلي عادةً بشكل كامل حتى سن 15 عامًا، في حين يبدأ العلاج، وسطيًا، في سن 40 تقريبًا.

### الكيمياء العصبية/الفسيولوجية
أظهرت الدراسات وجود ارتباط قوية بين وظيفة الناقلات العصبية والاضطرابات الشخصية في الفئة ب مثل اضطراب الشخصية التمثيلي. يملك الأفراد المشخصين باضطراب الشخصية التمثيلي أنظمة نورأدرينالية عالية الاستجابة مسؤولة عن تخليق وتخزين وإطلاق الناقل العصبي، النوربينفرين. تؤدي مستويات النوربينفرين العالية إلى التعرض للقلق والتبعية والتواصل الاجتماعي العالي.

### الوراثة
ساعدت دراسات التوأم في حسم جدل الوراثة مقابل البيئة. حاولت دراسة توأم أجراها قسم علم النفس في جامعة أوسلو إنشاء ارتباط بين اضطرابات الشخصية الوراثية والاضطرابات الشخصية في الفئة ب. أجرى الباحثون مقابلات مع الأشخاص في عينة اختبار مكونة من 221 توأمًا، 92 وحيد الزيجوت و129 ثنائي الزيجوت، باستخدام المقابلة السريرية المنظمة للدليل التشخيصي والإحصائي للاضطرابات العقلية، الطبعة الثالثة، وخلصوا إلى وجود ارتباط يبلغ 0.67 يشير إلى أن اضطراب الشخصية التمثيلي وراثي.

### نظرية التحليل النفسي
رغم انتقادها لكونها غير مدعومة بالأدلة العلمية، تدين نظريات التحليل النفسي المواقف الاستبدادية أو البعيدة لأحد الوالدين (بشكل رئيسي) أو كلاهما، إلى جانب الحب المشروط على أساس توقعات لا يمكن للطفل تحقيقها تمامًا. اعتقد فرويد، باستخدام التحليل النفسي، أن الشهوة كانت إسقاطًا لافتقار المريض إلى القدرة على الحب دون قيد أو شرط والنمو الإدراكي حتى النضج، وأن هؤلاء المرضى كانوا عمومًا سطحيين عاطفيًا. واعتقد أن سبب عدم القدرة على الحب قد يكون ناتجًا عن تجربة مؤلمة، مثل وفاة أحد الأقارب أثناء الطفولة أو طلاق الوالدين، ما يعطي انطباعًا خاطئًا عن العلاقات الملتزمة. يعيق التعرض لحدث واحد أو عدة حوادث صادمة مثل مغادرة أحد الأصدقاء المقربين أو أحد أفراد الأسرة (عن طريق الهجر أو الوفاة) الشخص عن تكوين ارتباطات حقيقية وعاطفية تجاه الآخرين. أو قد يكون بسبب افتقار الطفل للاهتمام من إحدى أو كِلا والديه

### اضطراب الشخصية التمثيلي واضطراب الشخصية المعادية للمجتمع
تقترح نظرية أخرى وجود علاقة محتملة بين اضطراب الشخصية التمثيلي واضطراب الشخصية المعادية للمجتمع. وجدت الأبحاث أن ثلثي المرضى المصابين باضطراب الشخصية التمثيلي يستوفون معاييرًا مماثلة لمعايير اضطراب الشخصية المعادية للمجتمع، ما يشير إلى احتمالية أن يكون لكلا الاضطرابين المنحازين نحو تعبيرات النوع الجنسي نفس السبب الأساسي. تظهر النساء مفرطات في النشاط الجنسي في وسائل الإعلام باستمرار، ما يرسخ الفكرة القائلة إن طريقة النساء الوحيدة لجذب للانتباه هي استغلال أنفسهن، وعندما لا يكون الإغواء كافيًا، يكون التكلف هو الخطوة التالية في جذب الانتباه. يمكن أن يغازل الرجال أيضًا عدة نساء/رجال ولكنهم لا يشعرون بأي تعاطف أو شفقة تجاههم. قد يصبحون أيضًا مركز الاهتمام عن طريق تمثيل دور شخصية «دون جوان» مفتول العضلات.
وجدت بعض دراسات تاريخ العائلة أن اضطراب الشخصية التمثيلي، بالإضافة إلى اضطرابات الشخصية الحدية والمعادية للمجتمع، متوارث في العائلات، ولكنه ليس واضحًا ما إذا كان هذا بسبب عوامل وراثية أو بيئية. يشير كلا المثالين إلى أن الاستعداد قد يكون عاملًا في سبب تشخيص بعض الأشخاص باضطراب الشخصية التمثيلي، ولكن لا يُعرف سوى القليل عمّا إذا كان الاضطراب يتأثر بأي مركب بيولوجي أم أنه وراثي أم لا. أجريت أبحاث قليلة لتحديد المصادر البيولوجية، إن وجدت، لهذا الاضطراب.

## الخصائص
يكون الأشخاص المصابون بهذا الاضطراب عادةً أكثر نشاطاً اجتماعياً ووظيفياً، ولديهم مهارات تواصل اجتماعية جيدة بالرغم من استخدامها في التلاعب بالآخرين لجذب انتباههم. يؤثر هذا الاضطراب عادة على علاقات الشخص الاجتماعية والرومانسية وعلى قابليته للتكيف مع الفشل، وقد يطلب المصاب العلاج من الاكتئاب بعد انتهاء علاقته الرومانسية. الأشخاص المصابون بهذا الاضطراب عادة يفشلون في ملاحظة حالتهم الشخصية، وبدلاً من ذلك يميلون إلى الدراما وتضخيم نشاطاتهم. عادة يميلون لتغيير وظائفهم حيث أنهم يصابون بالملل بسهولة ويفضلون الهروب من الإحباط بدلاً من مواجهته لأنهم يميلون للإثارة وقد يضعون أنفسهم في مواقف خطرة.
العوامل التالية تزيد من خطر الإصابة بالاكتئاب لدى المصاب بهذا الاضطراب:
- السعي المستمر للفت الانتباه
- سهولة التاثر بآراء الآخرين
- الاهتمام بالمظهر الجسدي كوسيلة للفت الأنتباه
- المبالغة في إظهار العواطف
- الحساسية الشديدة للنقد والمقاطعة
- سطحية الكلام وافتقاره إلى التفاصيل
- الانزعاج في المواقف التي لا يكون فيها المصاب مركز الاهتمام
- ضعف الهمة والتحمل وسرعة الضجر مع قصر النظر وضعفه عن التطلع للمستقبل والاستعداد له والالتفات للماضي والإفادة من دروسه
- فقدان الصبر والمثابرة وعدم القدرة على تحمل تأخر النتائج، وعند التعرض للضغوط النفسية والأزمات والإحباط يبرز استعطاف الآخرين وجذب الانتباه بصورة ملحوظة
- استطلاع مشاعر الآخرين واهتمامهم وما يثير إعجابهم والتعرف على ما ينفرهم ويسخطهم ورصد ذلك بدقة والاستفادة من ذلك في جذب الأنظار وكسب اهتمام أكبر عدد ممكن من الأشخاص، فهو يتمشى مع ما يطلبه المشاهدون والمستمعون ولكن حسب طريقته هو وفهمه
- استخدام السلوك الإغرائي للجنس الآخر كالمبالغة في الزينة والتغنج في الحديث والتصرفات
- طلب السعادة من خلال إعجاب الآخرين والحصول على رضاهم، ويرى الشخص نفسه أنه اجتماعي مرح محبوب يوافق الآخرين ويوافقونه ويسعدهم ويعجبون به
- التعامي عن عيوب النفس وقلة الاستبصار بها أو السعي في إصلاحها.
- تبذير المال وتشتيت الجهود والطاقات لأجل كسب استحسان الناس
- الانشغال بالمظاهر الجوفاء البراقة والغفلة عن حقائق الأمور ومخابرها وجواهرها.